# 帕喜善佩寺

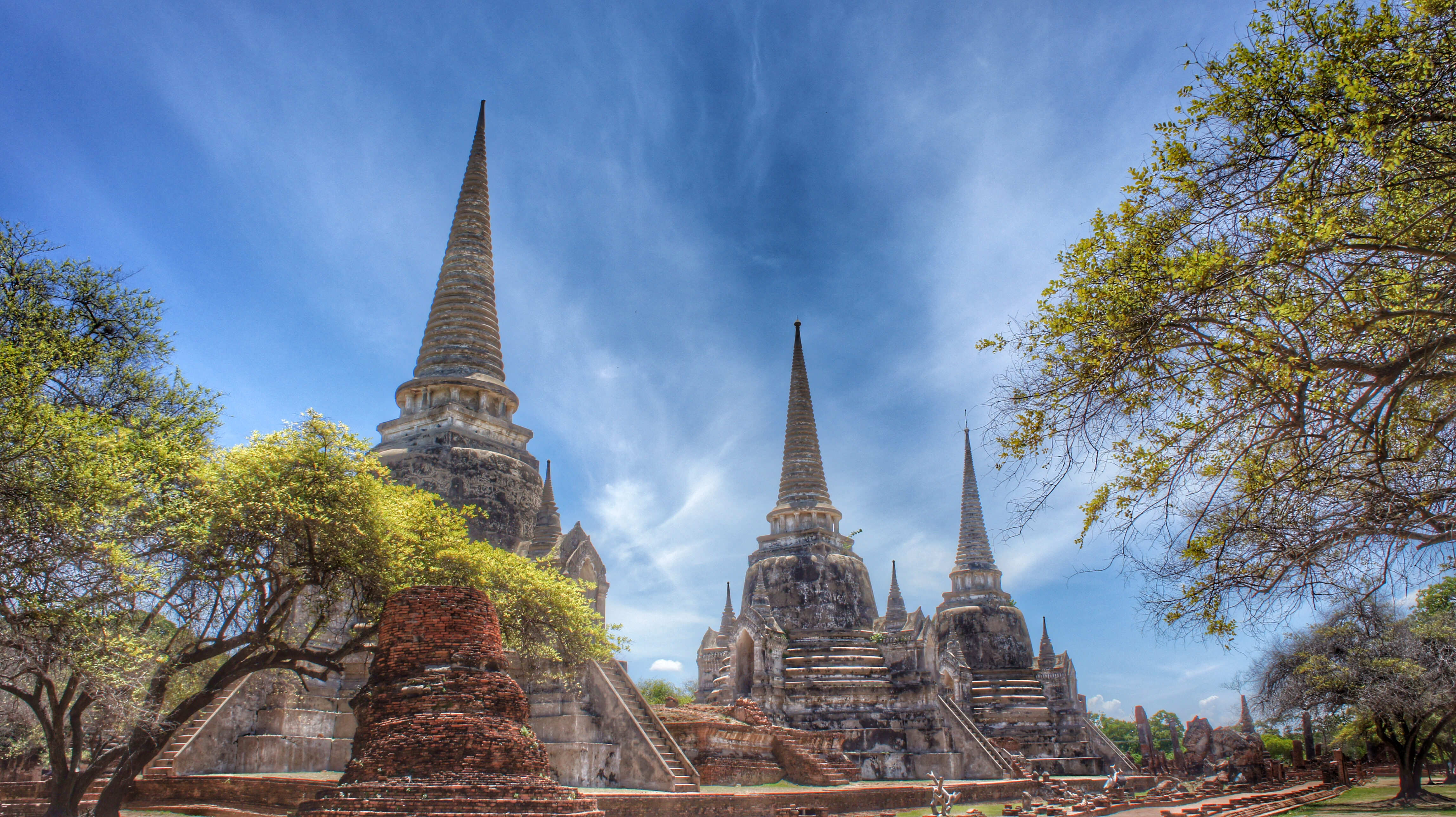
帕喜善佩寺

帕喜善佩寺（中文翻译为“神圣庄严的寺庙”）曾是古泰国大城王国的皇宫寺院，1448年大城王国迁都之后，帕喜善佩寺正式成为一座寺庙。帕喜善佩寺的辉煌程度在1767年缅甸入侵之前达到鼎盛，但随后毁于战争。帕喜善佩寺是泰国曼谷玉佛寺的原型。

## 历史

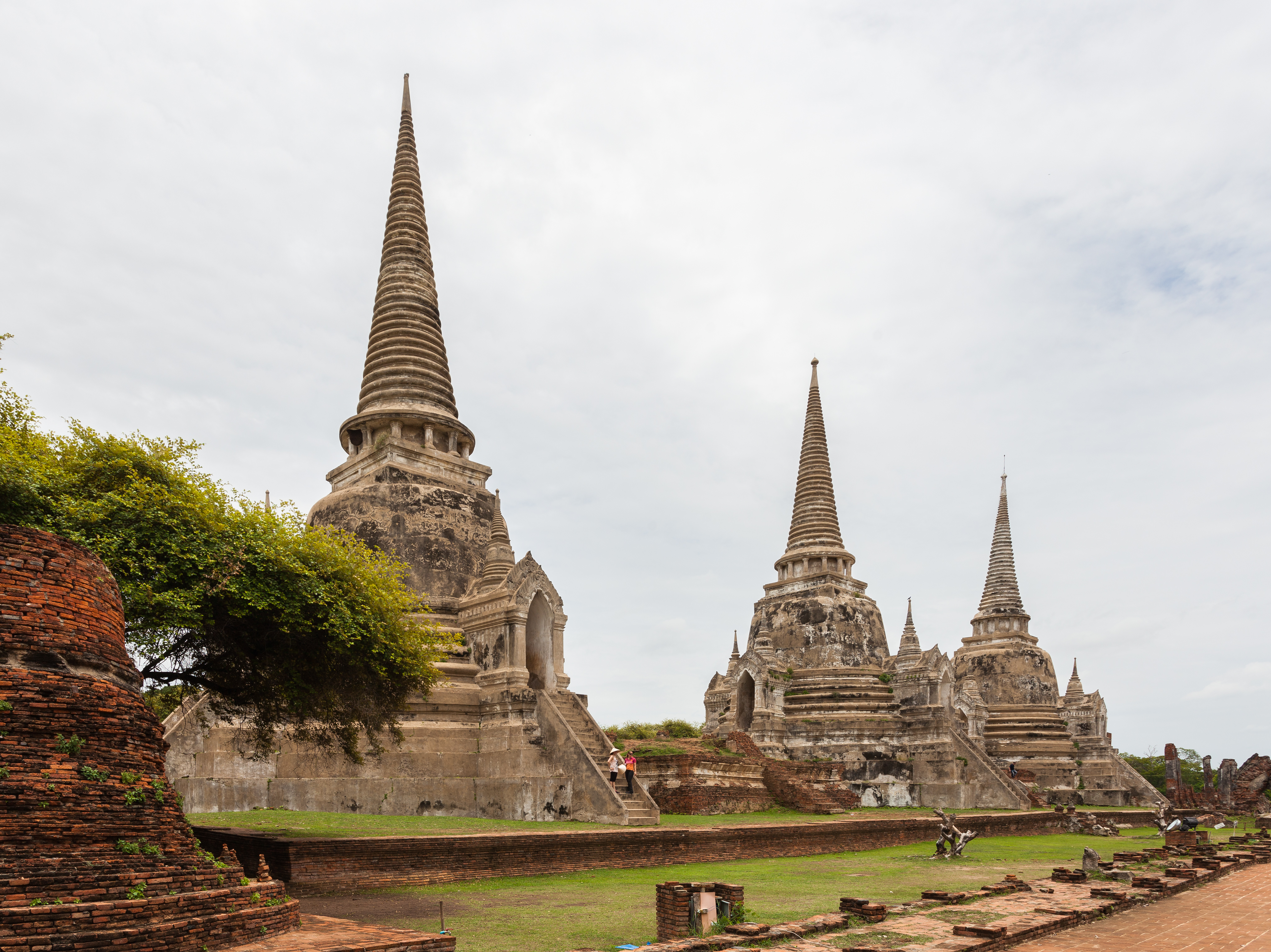
帕喜善佩寺的三座窣堵坡

在1350年，拉玛铁菩提一世乌通王（英語：U-thong）下令在帕喜善佩寺所在地建立一座皇宫.。皇宫于1351年建成，同年乌通王把大城府设立为大城王国首都，并自立为拉玛铁菩提一世。在1448年，波隆摩·戴莱洛迦纳王（英語：King Borommatrailokanat）在帕喜善佩寺北边建立了一座新的皇宫，于是帕喜善佩寺被改为一座寺庙。波隆摩·戴莱洛迦纳王去世后，他的儿子叻德沙达在1492年建了两座窣堵坡（英語：Chedi），以存放他父亲波隆摩·戴莱洛迦纳王和他哥哥波隆摩罗阇三世（英語：King Borommaracha III）的遗骸。
帕喜善佩寺的寺名来源于一尊佛像。1500年，叻德沙达下令建造一尊16米高的佛像，并敷以黄金。这尊佛像叫做帕喜善佩佛（英語：Phra Si Sanphetdayan），被安置在帕喜善佩寺中。这尊佛像共花了三年才建成。

## 皇家寺庙
帕喜善佩寺是一座皇家寺庙，仅供皇族使用，寺中并无僧人居住。1767年缅甸军队攻陷了大城府，烧毁了帕喜善佩寺，三座窣堵坡也被破坏。现在所见的三座窣堵坡是于1956年复原的建筑。

## 寺庙景观

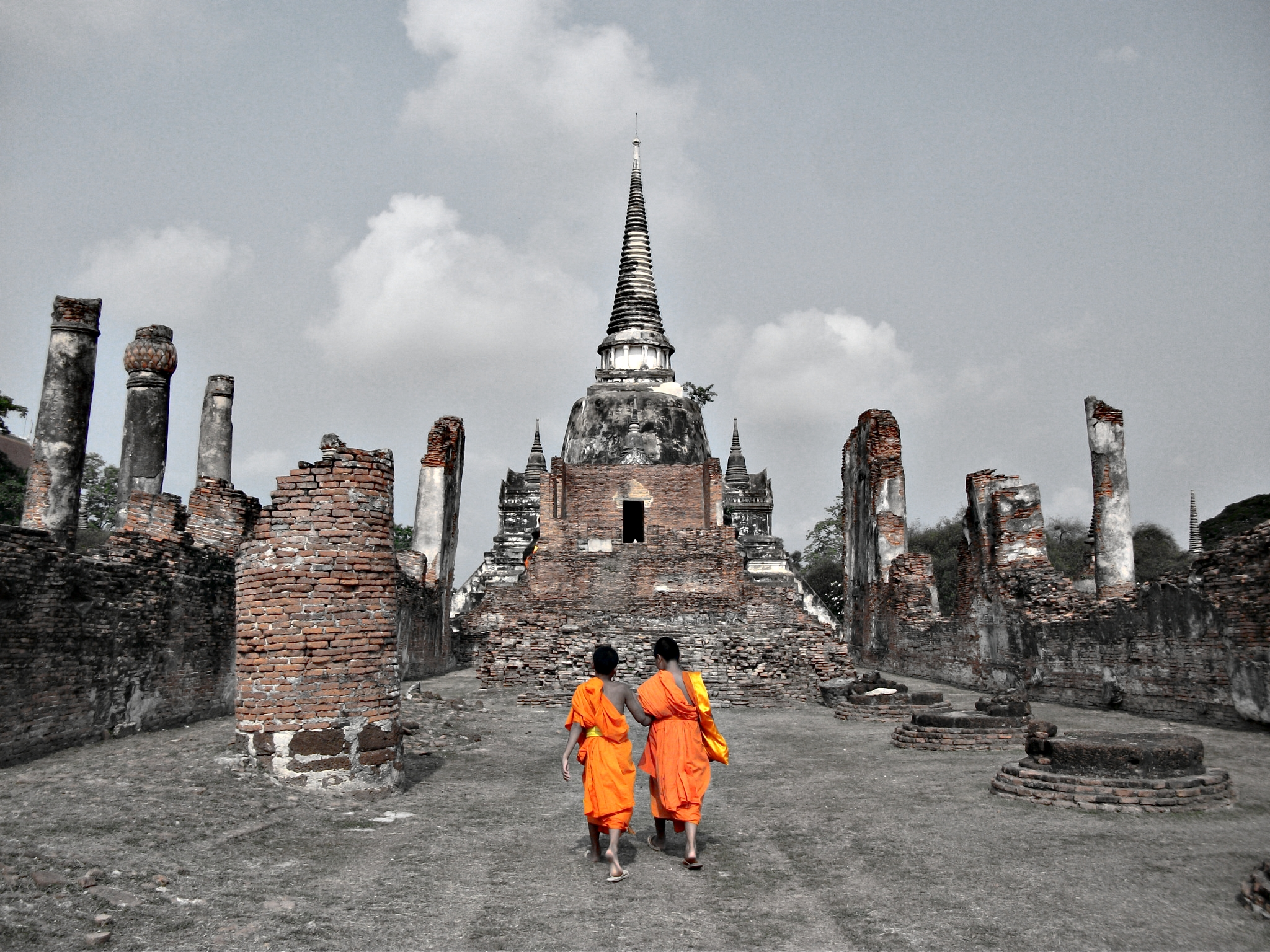
2011年的帕喜善佩斯
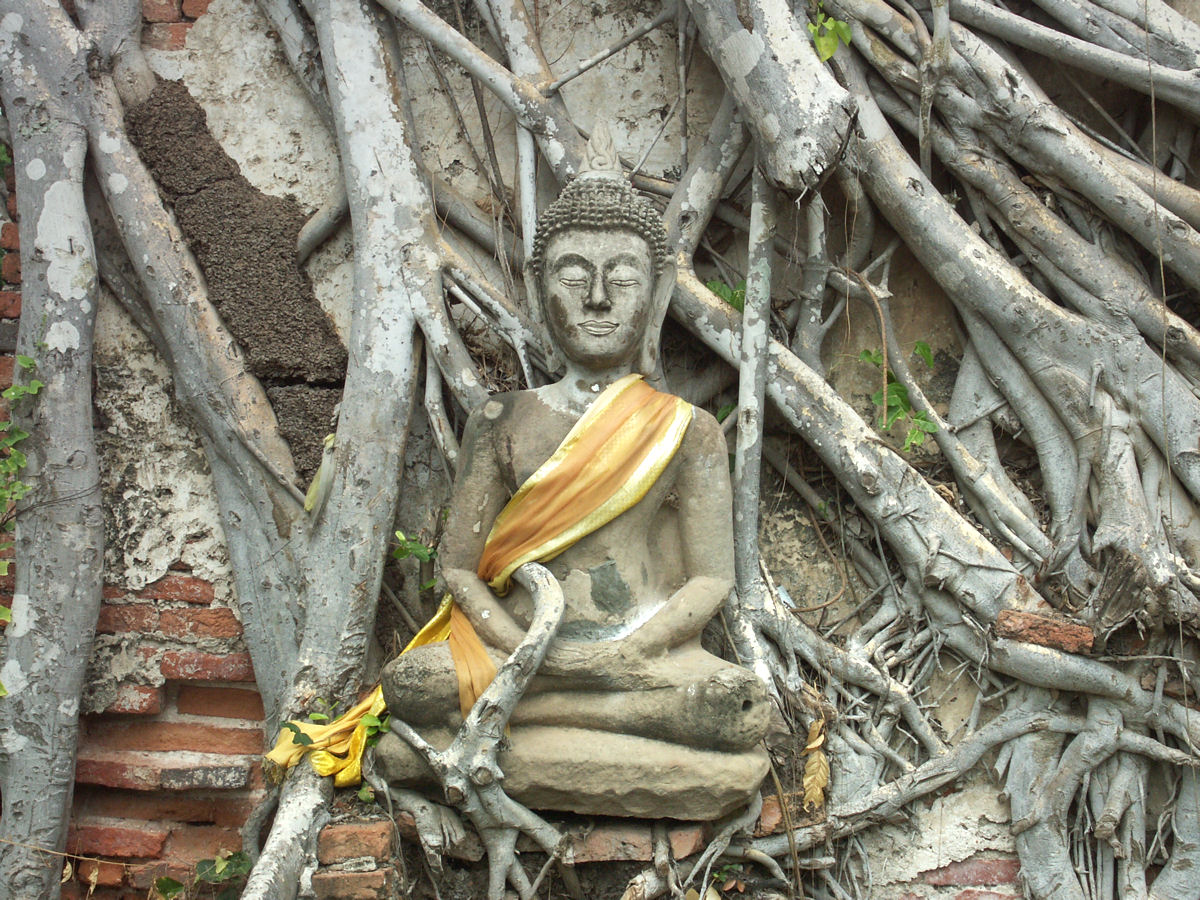
寺外的一尊佛像
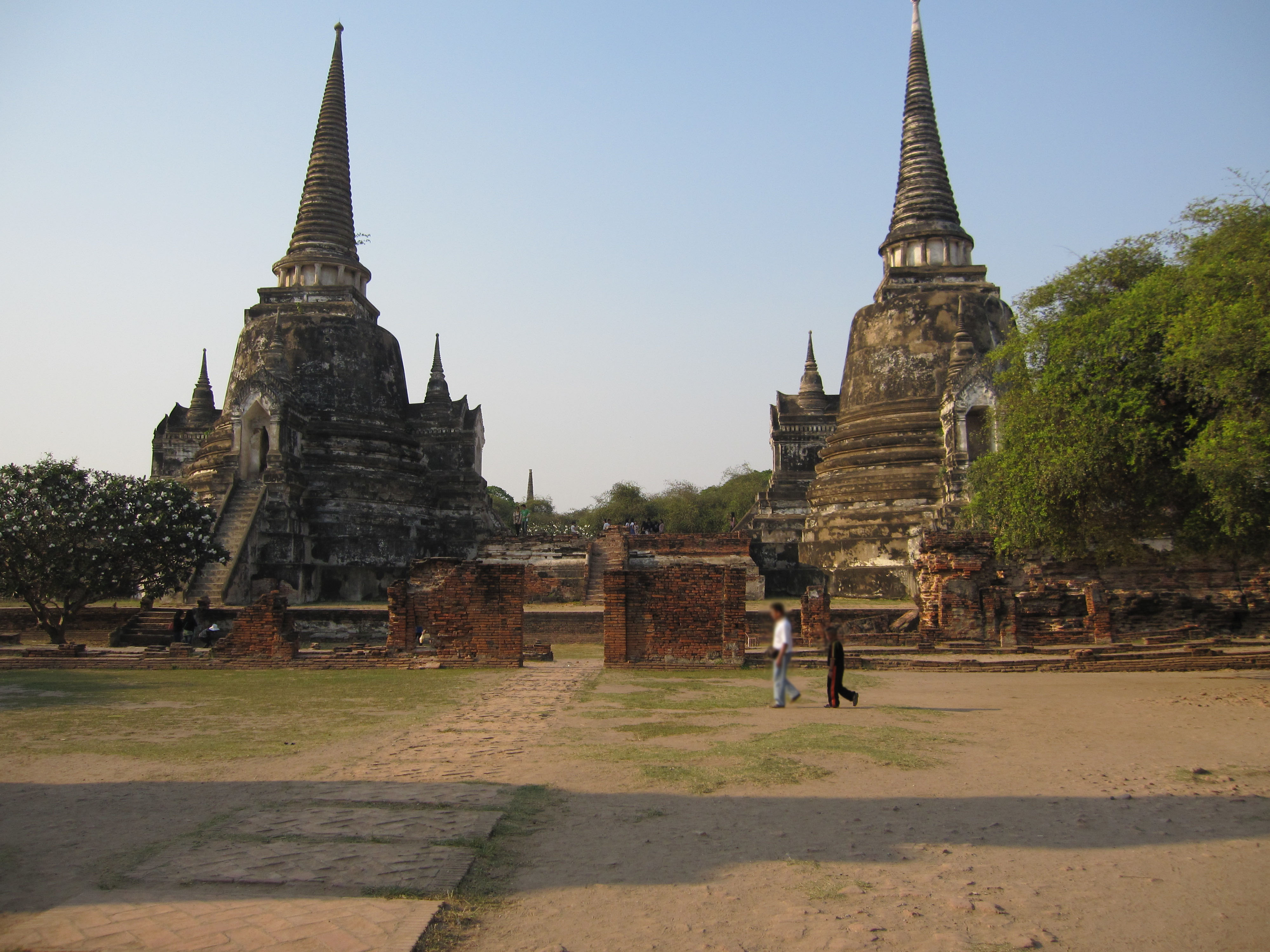
帕喜善佩寺